# Popiwci (hromada Latyczów)
Popiwci (ukr. Попівці) – wieś na Ukrainie, w obwodzie chmielnickim, w rejonie chmielnickim, w hromadzie Latyczów. W 2001 liczyła 307 mieszkańców, spośród których 304 wskazało jako ojczysty język ukraiński, 2 rosyjski, a 1 inny.